# Joseph Thomas McGucken
Joseph Thomas McGucken (* 13. März 1902 in Los Angeles, USA; † 26. Oktober 1983) war Erzbischof von San Francisco.

## Leben
Joseph Thomas McGucken empfing am 15. Januar 1928 das Sakrament der Priesterweihe.
Am 4. Februar 1941 ernannte ihn Papst Pius XII. zum Titularbischof von Sanavus und bestellte ihn zum Weihbischof in Los Angeles. Der Erzbischof von Los Angeles, John Joseph Cantwell, spendete ihm am 19. März desselben Jahres die Bischofsweihe; Mitkonsekratoren waren der Bischof von Tucson, Daniel James Gercke, und der Bischof von Monterey-Fresno, Philip George Scher.
Am 26. Oktober 1955 bestellte ihn Pius XII. zum Koadjutorbischof von Sacramento. Joseph Thomas McGucken wurde am 14. Januar 1957 in Nachfolge des verstorbenen Robert John Armstrong Bischof von Sacramento.
Am 19. Februar 1962 ernannte ihn Papst Johannes XXIII. zum Erzbischof von San Francisco. Die Amtseinführung erfolgte am 3. April desselben Jahres. Zwischen 1962 und 1965 nahm McGucken am Zweiten Vatikanischen Konzil teil.
Papst Paul VI. nahm am 16. Februar 1977 das von Joseph Thomas McGucken aus Altersgründen vorgebrachte Rücktrittsgesuch an.